# Поджи, Джанни
Джанни Поджи (итал. Gianni Poggi, 4 октября 1921, Пьяченца, Италия — 16 декабря 1989, Пьяченца) — итальянский оперный певец, тенор.

## Биография
Джанни Поджи учился вокалу в Болонье у сопрано Валерии Манна, а затем в Милане у баритона Эмилио Джирардини. Дебютировал в 1947 году в Палермо в роли Родольфо в «Богеме» Пуччини. В Ла Скала впервые выступил в 1948 году и регулярно выходил на эту сцену до 1965 года в итальянском репертуаре: Риккардо («Бал-маскарад»), Энцо («Джоконда»), Фернандо («Фаворитка»), Эдгардо («Лючия ди Ламмермур»), Герцог («Риголетто»), Альфред («Травиата»), Каварадосси («Тоска») и других.
Поджи пел в большинстве крупных оперных театров Италии. В 1955 году во Флоренции участвовал в восстановлении оперы Доницетти «Дон Себастьян». В 1949 году в Арена ди Верона и в 1963 году в Пьяченце спел Лоэнгрина на итальянском языке.
В Метрополитен-опера Поджи впервые выступил 1955 году в роли Герцога в партнёрстве с Мерриллом и Петерс. В дальнейшем певец исполнял на этой сцене роли итальянского репертуара с крупнейшими певцами: Тебальди, Уорреном, Стеллой, Альбанезе, Понс, Сьепи, Резник.
Джанни Поджи регулярно выступал в Венской Опере в 1959—1964 годах, появлялся в Берлинской опере и в опере Монте-Карло.
Поджи покинул сцену в 1969 году, его последней ролью стал Фауст в «Мефистофеле» Бойто.
Поджи обладал тенором-спинто широкого диапазона и мог исполнять как лирические, так и драматические партии. Лаури-Вольпи полагал, что по уровню вокального мастерства Поджи соответствовал Дель Монако и Ди Стефано.

## Избранные записи

### Студийные
- Пуччини: «Тоска» (Геррини, Сильвери[англ.]; дир. Молинари-Праделли[англ.], 1951) Cetra
- Доницетти: «Лючия ди Ламмермур» (Уилсон[англ.], Кольцани[англ.]; дир. Капуана[англ.], 1951) Urania
- Бойто: «Мефистофель» (Нери[англ.], Ноли; дир. Капуана, 1952) Urania
- Понкьелли: «Джоконда» (Каллас, Барбьери, Сильвери, Нери; дир. Вотто, 1952) Cetra
- Верди: «Травиата» (Тебальди, Протти[англ.]; дир. Молинари-Праделли, 1954) Decca
- Доницетти: «Фаворитка» (Симионато, Бастианини, Хайнс; дир. Эреде, 1955) Philips
- Пуччини: «Богема» (Стелла, Капекки, Модести[англ.]; дир. Молинари-Праделли, 1957) Philips
- Пуччини: «Тоска» (Стелла, Таддеи; дир. Серафин, 1957) Philips
- Масканьи: «Сельская честь» (Манчини[англ.], Протти; дир. Рапало, 1958) Philips
- Леонкавалло: «Паяцы» (Бельтрами, Протти; дир. Rapalo, 1958) Philips
- Верди: «Бал-маскарад» (Стелла, Бастианини; дир. Гаваццени, 1960) Deutsche Grammophon
- Пуччини: «Богема» (Скотто, Гобби, Модести; дир. Вотто, 1961) Deutsche Grammophon

### Live
- «Богема» (фрагменты), Ла Скала, 1949 (Карозио, Сильвери, Нони[англ.]; дир. де Сабата) Cetra/Myto
- «Тоска» (фрагменты), Рио-де-Жанейро, 1951 (Каллас, Сильвери; дир. Вотто) Voce/Archipel
- «Богема», Барселона, 1954 (Тебальди, Аусенси[англ.], Роверо, Нери; дир. Рапало) Premiere Opera
- «Дон Себастьян», Флоренция, 1955 (Барбьери, Нери, Э. Маскерини[англ.]; дир. Джулини) Cetra/MRF/Walhall
- «Джоконда», Метрополитен-опера, 1957 (Миланова, Уоррен, Рэнкин, Сьепи; дир. Клева[англ.]) Arkadia/Walhall
- «Мефистофель», Ла Скала, 1958 (Сьепи, де Кавальери, Броджини, Коссотто, Фьоренца; дир. Вотто) Cetra/Melodram/Gala

### Видео
- Пуччини: «Тоска» (Тебальди, Гуэльфи; дир. Базиле[англ.]) 1961, Токио (live) VAI
- Верди: «Риголетто» (Протти, Туччи[англ.]; дир. Базиле) 1961 Токио (live) VAI